# NBA Live 95
NBA Live 95 är det första spelet i NBA Live-serien. Spelet utgavs av EA Sports i oktober 1994, och omslaget pryds av en scen från 1994 års NBA-finalserie. I januarinumret 1995 tilldelade Game Players spelet priset "bästa sportspel".